# كولن غوردون (لاعب كرة قدم)
كولن غوردون (بالإنجليزية: Colin Gordon)‏ (17 يناير 1963 في المملكة المتحدة - ) هو لاعب كرة قدم بريطاني في مركز الهجوم. لعب مع برمنغهام سيتي وسويندون تاون وليستر سيتي ونادي بريستول روفيرز ونادي بريستول سيتي ونادي ريدنغ ونادي غيلينغهام ونادي فولهام ونادي والسول ونادي هيرفورد ونادي كيدرمينستر هاريرز لكرة القدم ونادي ويمبلدون ونادي غلوستر سيتي ونادي ستوربريدج وLye Town F.C. ‏ وOldbury United F.C. ‏.

## وصلات خارجية
- كولن غوردون على موقع قاعدة بيانات كرة القدم.إي يو (الإنجليزية)